# Edward Alfred Cowper
Edward Alfred Cowper (Londres, 10 de dezembro de 1819 — Rastricke, Weybridge, Surrey, 9 de maio de 1893) foi um engenheiro mecânico britânico.
Filho do professor Edward Shickle Cowper (1790–1852), chefe do departamento de engenharia do King's College de Londres, e Ann Applegath. Em 1833 foi aprendiz de John Braithwaite, engenheiro ferroviário em Londres. Em 1837 inventou o detonador de sinal de névoa ferroviário, usado a primeira vez na linha Croydon e usado desde então como medida emergencial de segurança. Em 1841 trabalhou na "Fox and Henderson", engenheiros estruturais e ferroviários em Smethwick, onde inventou um método de fundição de cadeiras ferroviárias, e também projetou o telhado em estrutura de ferro forjado da Estação Ferroviária New Street de Birmingham. Em 1851 trabalhou na construção do The Crystal Palace.
Inventou uma roda com raios e pneu de borracha, o mesmo das atuais rodas de bibicleta. Em 1857 inventou o forno regenerativo a explosão quente conhecido como forno de Cowper, que melhorou muito a economia do processo de sopro quente na produção do aço.
Em 1880 foi presidente do Institution of Mechanical Engineers.
Recebeu a Medalha Elliott Cresson de 1889.